# Leodegario de Guzmán
Leodegario de Guzmán y Quitáin (25 de julio de 1959), más conocido como Ka Leody, es un sindicalista filipino y el presidente de Solidaridad Obrera (en tagalo: Bukluran ng Manggagawang Filipino).

## Carrera

### Sindicalismo
Trabajó como guantero en una fábrica, eventualmente llegando a ser su cortador maestro. Se volvió activo en la unión, afiliada con la Federación de Obreros Libres, una central sindical cristiana, y se dedicó al sindicalismo después del asesinato de Benigno S. A. Aquino. Al ser acusado de sabotaje en la fábrica y, por consecuencia, ser despedido de su cargo, se unió al Movimiento Primero de Mayo (KMU), volviéndose organizador sindical a tiempo completo. Respondiendo al despedido, su esposa estableció un negocio de costura, donde él utilizaba sus habilidades como cortador maestro.
Formó parte de la facción que llegó a establecer la Solidaridad Obrera, después del cisma que afligió al KMU.

### Política
Es un candidato para la presidencia filipina en las elecciones de 2022. Según los analistas, la prominencia de los sindicalistas como de Guzmán, Norberto Gonzales, Élmer Labog, Sonny Matula y Luke Espíritu en las elecciones de los últimos años coincide con la desintegración del sistema político filipino, en particular como se lo ha conocido desde la primera revolución amarilla.